# Sekundäremission
Sekundäremission ist in der Physik eine Bezeichnung für eine Aussendung von Teilchen oder Strahlung aus Oberflächen oder Körpern, die durch auftreffende „primäre“ Teilchen oder Strahlung hervorgerufen wird. Primärteilchen sind meist schnelle Elektronen oder Ionen; primäre Strahlung ist energiereiche Röntgen- oder Gammastrahlung. Die Sekundärteilchen heißen je nach ihrer Art Sekundärelektronen oder Sekundärionen.

## Anwendungen
Die Energieverteilung und Emissionsrate der Sekundärelektronen lässt Rückschlüsse auf die Oberflächenbeschaffenheit und die Materialeigenschaften zu. Dies wird bei der Sekundärelektronenmikroskopie ausgenutzt, der Standard-Betriebsart beim Rasterelektronenmikroskop. Dabei wird die Probe mit einem Elektronenstrahl beschossen und die dabei ausgelösten Sekundärelektronen werden detektiert. 
Im Sekundärionen-Massenspektrometer wird die Erzeugung von Sekundärionen durch primäre Ionen zur Oberflächenanalyse verwendet.
Ein Sekundärelektronenvervielfacher nutzt die Entstehung von Sekundärelektronen aus, um sehr kleine Ströme zu verstärken und damit besser detektierbar zu machen. Die bekannteste Anwendung eines solchen Vervielfachers ist der Photomultiplier.

## Sekundärelektronenemission als Störeffekt
Soll die Stromstärke des auf ein Target treffenden Elektronen- oder Ionenstrahls elektrisch gemessen werden,   
stellen die entweichenden Sekundärelektronen einen zusätzlichen, verfälschenden Stromanteil dar. Bei Beschleunigerexperimenten wird dies verhindert, indem die Sekundärelektronen – die geringe kinetische Energien haben – durch ein elektrisches oder magnetisches Hilfsfeld auf das Target zurückgelenkt werden.